# أنطوان بروني دي إنتريكاستو
أنطوان ريموند جوزيف دي بروني  دي إنتريكاستو، ولد في 7 نوفمبر1737 في إيكس أون بروفانس أو في قلعة إنتريكاستو وتوفي في 21 يوليو 1793 في المحيط الهادئ، وهو ملاح فرنسي غادر في عام 1791، على رأس فرقاطتين، بحثًا عن رحلة استكشافية جان فرانسوا دي لا بيروز، واستكشاف الشواطئ بدورها من نيوزيلندا وكاليدونيا الجديدة وجزر تونجا والساحل الأسترالي.

## سيرة شخصية

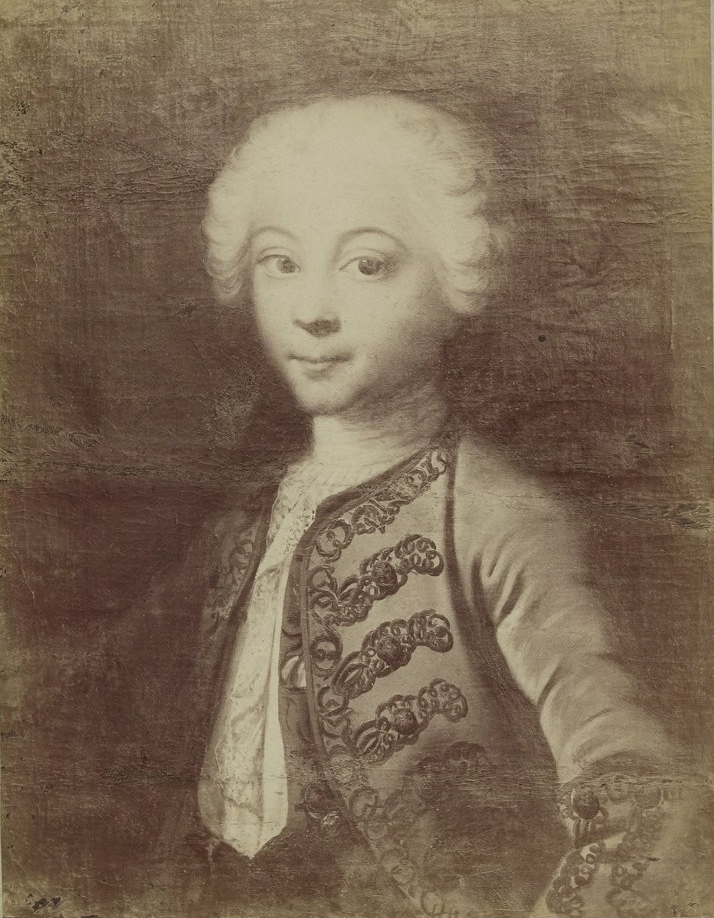
بروني إنتريكاستو، طفل.

ينتمي أنطوان ريمون جوزيف دي بروني دي إنتريكاستو إلى عائلة نبلاء اللباس البروفنسالي، وهو الطفل الثالث (الابن الثاني) لجان بابتيست دي بروني، ماركيز دي إنتريكاستو (1701-1793)، الرئيس بمدافع الهاون من برلمان بروفانس و Dorothée de L'Estang-Parade. شقيقه جان بول دي بروني دي Entrecasteaux (1728-1794، وهو أيضا رئيس البرلمان بروفانس، سيتم بالمقصلة خلال الثورة.
التحق الشباب إتنريكاستو، بعد دراستهم في الكلية اليسوعيون في إيكس أون بروفانس ، بصفته حارسًا بحريًا في6 يونيو، في سن الخامسة عشرة.

### مهنة كضابط بحري
شرعت في عام 1755 على الفرقاطة بوموني، في كاديز وسانتو دومينغو. أمضى العام التالي، في بداية حرب السنوات السبع، في سرب غلاسونير الذي شارك فيه، على متن La Minerve، في الاستيلاء على جزيرة منورقة في 20 أفريل 1756، ضد أسطول الأدميرال بينج. تمت ترقيته إلى رتبة ملازم بحرية في أبريل 1757 .
من هذا الوقت حتى عام 1768، قام بعدة رحلات بحرية في المحيط الأطلسي وعلى سواحل فرنسا. في عام 1764، شرع في فرقاطة l'Hirondelle، بقيادة جوزيف برنارد دي شابيرت، والتي كانت تهدف إلى تنفيذ حملة من الملاحظات الفلكية. عند عودته، مر على متن السفينة إتنا، التي كانت جزءًا من السرب بأوامر من كومت دو شافولت، المتجهة إلى أمريكا.بير
عندما تم تكليف مارشال فو في عام 1769 بمهمة إخضاع كورسيكا، حصل إينتريكاستو على قيادة فلوكة في القسم البحري بأمر من إم دي بروز، الذي كان سيحمي هذه الحملة. أكسبته شجاعته خلال الرحلة الاستكشافية تعيين نقيب بحرية في فبراير 1770.
بعد تكليفات مختلفة، من 1770 إلى 1776، بما في ذلك مهمة في L'Alcmène ثم أمرها قريبه، بيير أندريه دي سوفرين ، وأصبح فارسًا من رتبة سانت لويس الملكية والعسكرية.
عندما اندلعت الحرب بين فرنسا وإنجلترا في عام 1778، تم تعيين إنتريكاستو لقيادة الفرقاطة l'Oiseau، مع 32 بنادق ثمانية. هذه الفرقاطة مسؤولة عن حماية القوافل المرسلة من مرسيليا إلى مختلف موانئ بلاد الشام، وخاصة القراصنة تفويضية أي جهاد بحري. خلال إحدى رحلاته من مرسيليا إلى إزمير، أثناء مرافقته لقافلة كبيرة، التقى براكبين تونسيين متفوقين في القوة؛ لكنه ناور بمهارة ونجح في إيصال قافلته إلى بر الأمان 
في شهر مارس 1779 حصل على شهادة قبطان بحري، واختاره مدافع M. de Rochechouart لقيادة Le Majestueux 110، والذي كان يتباهى بعلمه. في معاهدة باريس (1787)، عينه المارشال دي كاستريس، وزير البحرية آنذاك، الذي عرف كيف يقدر جدارة غنتر إندريكستو، نائبًا لمدير الموانئ والترسانات.
ثم تولى قيادة الفرقاطة La Mignonne التي قادها إلى المشرق الشرق الادني، ثم في عام 1782 قيادة الفرقاطة Majestic، والتي شارك فيها، بأوامر من كونت Guichen، في معركة Cap Spartel.

### حاكم في المحيط الهندي

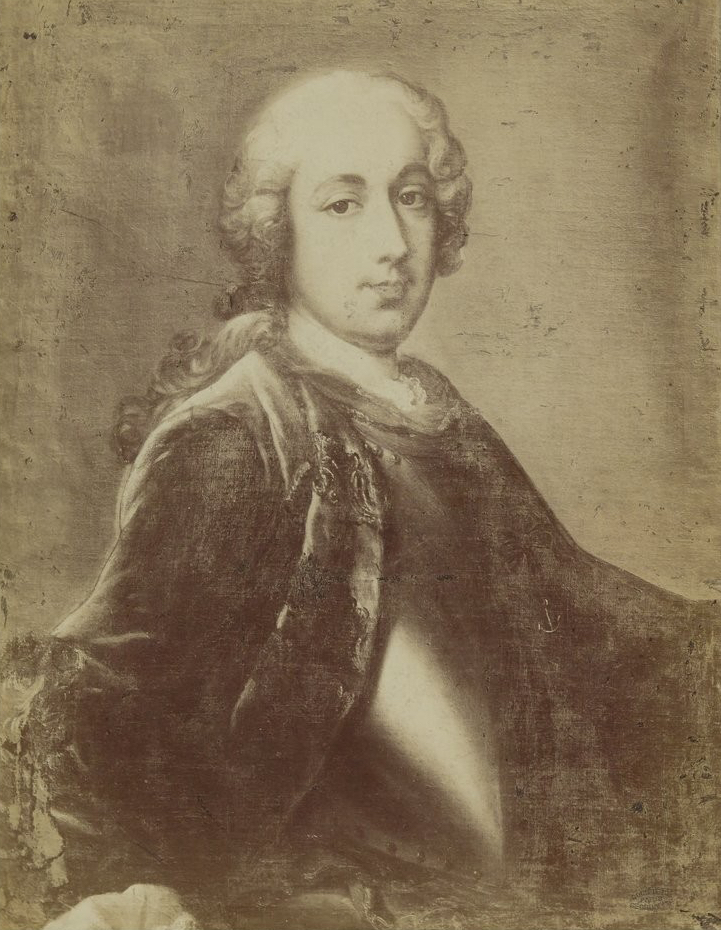
صورة إنتريكاستو (1791) بواسطة تشارلز بول لاندون، بعد رسم إدمي كويندي (1756-1830).

نائب مدير الموانئ والترسانات، حيث كشف عن المهارات التنظيمية، طلب إ تقاعده عام 1785 لأسباب عائلية. في نفس العام، تسلم أمر القرار، حيث وجه، كرئيس فرقة، القوات البحرية الفرنسية في المحيط الهندي.
تتميز بجرأة الملاحة: فتح طريقًا بحريًا جديدًا إلى الصين، اختار عبور مضيق سوندا، وجزر ملوك، وخندق ماريانا والفلبين، إلى غوانزو، وعبورًا، في مواجهة رياح الموسمية، والمناطق غير المستكشفة والخطيرة.
أكسبه هذا النجاح تعيين الحاكم العام لماسكارين (موريشيوس، لابوربون، جزيرة رودريغز) في فبراير 1787، المنصب الذي شغله حتى نوفمبر 1789، التاريخ الذي عاد فيه إلى فرنسا.

### بحثا عنالسيد دي لا بيروز
في عام 1791، طلب لويس السادس عشر ملك فرنسا، الذي كان قلقًا بشأن مصير رحلة جان فرانسوا دو لابيروز التي لم يعرف عنها شيئًا، أن يذهب للبحث عنه. بمناسبة (أعيدت تسميتهما لهذه المناسبة فرقاطات): <i id="mwlQ">البحث</i>، بتكليف من غنتريكاستو <i id="mwlw">L'Espérance</i>، عُهد به إلى Huon de Kermadec. أبحروا من بريست في 29 سبتمبر 1791.
لا تسمح الرحلة الاستكشافية بالعثور على آثار لابيروز وستنتهي بطريقة فوضوية في سورابايا. مرت السفن بالقرب من جزيرة فانيكورو الواقعة في شرق جزر سليمان، حيث كان الناجون من غرق سفينة Boussole و الإسطرلاب و Entrecasteaux لا يزالون على قيد الحياة بالتأكيد، يعانون من عوز فيتامين سي، وتوفوا في البحر قبالة سواحل غينيا الجديدة في 21 يوليو 1793.
كانت رحلته، التي نشرت قصتها إليزابيث روسيل عام 1809، نجاحًا لا يمكن إنكاره لأنها سمحت باكتشاف العديد من الأراضي التي لم تكن معروفة آنذاك. وبهذا المعنى، فإنه يتماشى مع الرحلات العلمية الفرنسية، التي ساهمت في القرن الثامن عشر وتاسع عشر من لويس أنطوان دو بوغانفيل إلى جول دو دومون دورفيل من أجل معرفة أفضل بالمحيط الهادئ وجزر المحيط الهادئ.